# Председнички избори у САД 1824.
Председнички избори у Сједињеним Државама 1824. били су десети четворогодишњи председнички избори. Одржан је од уторка, 26. октобра до четвртка, 2. децембра 1824. Ендру Џексон, Џон Квинси Адамс, Хенри Клеј и Вилијам Крафорд били су главни кандидати за председника. Резултат избора је био неубедљив, јер ниједан кандидат није освојио већину електорских гласова. На изборима за потпредседника, Џон К. Калхун је изабран удобном већином гласова. Пошто ниједан од кандидата за председника није добио већину гласова на изборима, Представнички дом САД је, према одредбама Дванаестог амандмана, одржао контингентне изборе. Дана 9. фебруара 1825. године, Дом је гласао (свака државна делегација је дала један глас) да изабере Џона Квинсија Адамса за председника.
Демократско-републиканска странка је победила на шест узастопних председничких избора и до 1824. била је једина национална политичка партија. Међутим, како су се избори приближавали, присуство више одрживих кандидата довело је до вишеструких номинација од стране супротстављених фракција, што је сигнализирало расцјеп странке и крај Ере добрих осећања, као и Првопартијског система.
Адамс је освојио Нову Енглеску, Џексон и Адамс су поделили средњеатлантске државе, Џексон и Клеј су поделили западне државе, а Џексон и Крофорд су поделили јужне државе. Џексон је завршио са већим бројем гласова грађана и електорских гласова, захваљујући компромису од три петине, док су остала три кандидата сваки завршила са значајним уделом гласова. Клеј, који је завршио четврти, је елиминисан. Адамс је био први син бившег председника који је постао председник, нешто што је касније поновио Џорџ В. Буш 2000. године.
Ово су један од два председничка избора (заједно са изборима 1800. године) о којима је одлучено у Дому. То је уједно и један од пет избора на којима победник није остварио бар већи број гласова националног народа и једини избори на којима кандидат који је добио највише електорских гласова од Изборног колегијума није победио на изборима.